# Neferina
La neferina es un alcaloide bisbenciltetrahidroisoquinolínico aislado de las semillas de Nelumbo nucifera (Loto indio; Nelumbonaceae). Es un tumoral. [α]28D = -37.8 ( c, 1.43 en cloroformo); [α]27D = -100  (c, 0.24 en MeOH)